# Catherine Arley
 (juin 2022).
Catherine Arley, pseudonyme de Pierrette Pernot, est une actrice, romancière et dramaturge française née à Paris le 30 décembre 1922 où elle est morte le 25 juillet 2016.

## Biographie
À la fin de ses études secondaires classiques, elle entre au Conservatoire national supérieur d'art dramatique. Elle joue ensuite dans des pièces de boulevard et dans quelques films. Elle participe à la création française du Fleuve étincelant de Tennessee Williams. Elle renonce à sa carrière de comédienne après son mariage et au moment où son premier roman, Tu vas mourir, paraît en 1953 chez Denoël dans la collection “Oscar” dirigée par Marcel Duhamel. Malgré cet accueil encourageant, son second roman, La Femme de paille, une histoire d’escroquerie à l’adoption, est refusé par tous les éditeurs français à qui elle le propose. Elle se tourne alors vers l’étranger. Publié en Suisse en 1954, puis traduit dans vingt-quatre pays, son roman se voit adapté au cinéma par Basil Dearden avec Gina Lollobrigida et Sean Connery. La renommée internationale qu’elle acquiert ne lui permet pas plus facilement de trouver un éditeur en France. De 1962 à 1972, elle ne publie que trois romans : Le Talion (1962), Les beaux messieurs font comme ça (1968) qui lui vaut le prix international du suspense, et Les Valets d’épée (1968).
Ce n’est qu’en 1972 qu’elle réussit à être éditée en France : Pierre Genève (alias de Marc Schweizer) lance la collection « Suspense » chez Eurédif et il en fait son auteur vedette. C’est la période faste. Elle publie entre autres Duel au premier sang (1973, porté à l’écran par Sergio Gobbi sous le titre Blondy), Les Armures de sable (1976) et À tête reposée (1976), récit d’un drame vécu à travers le père d’un condamné à mort, écrit avec sobriété, qui obtient le prix du suspense français 1979.
En 1980, Eurédif arrête sa collection policière. Catherine Arley émigre vers Le Masque qui publie simultanément des inédits et des rééditions pendant deux ans. Son roman À cloche-cœur reçoit le prix du roman d'aventures en 1981. Le Fleuve noir publie en 1990 En 5 sets. Ses derniers romans paraissent directement en traduction japonaise où ils sont aussitôt adaptés pour la télévision. Catherine Arley a également tiré une pièce de théâtre de La Femme de paille qui sera programmée à la télévision en 1976.
Georges Rieben a souligné chez cette « avocate du Diable », « son goût pour le drame romantique, sa connaissance de l’humain prisonnier de ses petites misères, soumis à son destin ». Dans ses romans, Catherine Arley déploie un grand sens du suspense, n’hésitant pas à ajouter des pointes de cruauté et des touches d’humour.
Avec sa carrière internationale, Catherine Arley a vendu plus de deux millions d’ouvrages chez Collins, son éditeur anglais, et Random House, son éditeur américain. Auteurs phares des années 1970/80, elle a su se forger une place à part dans la littérature policière d’expression française par ses histoires anti-conformistes et immorales. L'auteur a néanmoins souffert du manque d’audace des éditeurs français qui, à son époque, privilégiaient le roman noir et le néo-polar.
En octobre 2015, une lecture de ses œuvres est faite au Festival International des Écrits de Femme à Saint-Sauveur-en-Puisaye, au terme de laquelle le réalisateur Nicolas Perge précise que Catherine Arley est vivante, contrairement aux affirmations de la SGDL. Le décès de l'auteur avait été communiqué par les éditions du Masque et rapporté dans le Dictionnaire des littératures policières de Claude Mesplède (éd. de 2007). Catherine Arley est atteinte de la maladie d'Alzheimer. Un mandataire judiciaire est responsable des droits et ventes autour de ses livres car elle continue à rayonner à l'étranger.
En 2019, son roman phare La Femme de paille est réédité aux éditions du Masque avec, comme coup de projecteur, l'obtention du Prix du Masque de l'année.

## Citations
« Dans ma jeunesse, j'ai été témoin d'existences où il ne se passait jamais rien. Par contre-coup, j'écris des "suspenses" : ce sont des tranches de vies où il se passe toujours beaucoup de choses en un bref laps de temps. De plus, c'est un travail artisanal qui demande une précision d'horloger. Pour tout vous dire, il ne me déplaît pas d'inventer, à l'usage de mes lecteurs, une astucieuse escroquerie, qui me rapportera finalement à peu près autant que si je l'avais commise. Les risques supprimés, restent les avantages. »
« Nous sommes tous - et toutes ! - capables de tuer. Pour chacun de nous il s'agit, le cas échéant, d'une motivation différente, mais chacun est prêt à tuer : les uns par pitié, les autres par haine ou par cupidité. C'est ce côté obscur de l'être humain qui m'intéresse et que je tente d'expliquer, de décrire. »
« Le crime parfait me fascine. J'aime ce mécanisme impitoyable et précis. Du reste, dans tous mes romans, il y a un personnage qui échappe à la justice : c'est ce qui m'intéresse vraiment, infiniment plus que les escarmouches amoureuses que tout le monde connaît par cœur, c'est le cas de le dire. »

## Œuvre

### Romans policiers
- Tu vas mourir, Paris : Denoël, coll. « Oscar » no 15, 1953 ; réédition, Paris, Publications Zed, coll. « Haute tension » no 6, 1963 ; réédition sous le titre Mourir sans toi, Paris, Eurédif, coll. « Suspense » no 6, 1973 ; Paris, Eurédif, coll. « Suspense poche » no 16, 1976
- La Femme de paille, Genève/Paris, Jeheber, 1954 ; Paris, Eurédif, coll. « Suspense » no 4, 1972 ; Paris, Eurédif, coll. « Suspense poche » no 10, 1975 ; Paris, Librairie des Champs-Élysées, coll. « Club des Masques » no 479, 1982 ; Éditions du Masque, coll. « Masque Poche », 2019.
- Le Talion, Paris, Presses internationales, coll. « Inter-Police choc » no 20, 1962 ; Paris, Inter-Presse, 1967 ; Paris, Eurédif, coll. « Suspense » no 2, 1972 ; Paris, Eurédif, coll. « Suspense poche » no 7, 1975 ; Paris, Librairie des Champs-Élysées, coll. « Club des Masques » no 434, 1981
- Les beaux messieurs font comme ça, Paris, Edmond Nalis, coll. « Le Roman du mois », 1968 ; réédition précédée d’un reportage indiscret sur l’auteur par Françoise Janin, Paris, Cercle Européen du Livre, 1969 ; réédition sous le titre La Baie des trépassés, Paris, Eurédif, 1977 ; réédition, Montréal, Presses Sélect, coll. « Série Mystère » no 263, 1980 ; Paris, Librairie des Champs-Élysées, coll. « Club des Masques » no 468, 1982
- Les Valets d’épée, Paris, Edmond Nalis, coll. « Le Poche du mois » no 10, 1968, ; réédition, Paris, Eurédif, 1974, coll. « Suspense » no 14  (ISBN 2-7167-0260-8) ; Paris, Eurédif, coll. « Suspense poche », 2e série, no 28, 1977  (ISBN 2-7167-0506-2) ; Paris, Librairie des Champs-Élysées, coll. « Club des Masques » no 492, 1982  (ISBN 2-7024-1297-1)
- Vingt millions et une sardine, Paris, Eurédif, coll. « Suspense » no 1, 1972
- Le Pique-feu, Paris, Eurédif, coll. « Suspense » no 3, 1972
- Le Fait du prince, Paris, Eurédif, coll. « Suspense » no 5, 1973 ; réédition, Paris : EURÉDIF, Suspense poche. 1re série ; no 13, 1976  (ISBN 2-7167-0370-1)
- Cessez de pleurer, Melfy !, Paris : Eurédif, coll. « Suspense » no 9, 1973
- Blondy : duel au premier sang, Paris, Eurédif, coll. « Suspense » no 10, 1973
- Oublie-moi, Charlotte !, Paris, Eurédif, coll. « Suspense » no 11, 1974
- Robinson-Cruauté, Paris, Eurédif, coll. « Suspense » no 12, 1974
- La Galette des rois, Paris, Eurédif « Suspense » no 16, 1975
- La garde meurt…, Paris, Eurédif, coll. « Suspense Poche » no 1, 1975
- Bête à en mourir, Paris, Eurédif, coll. « Suspense Poche » no 8, 1975
- Les Armures de sable, Paris, Eurédif, coll. « Suspense Poche » no 14, 1976
- À tête reposée, Paris, Eurédif, coll. « Suspense Poche » no 107, 1976 ; réédition, Paris : Librairie des Champs-Élysées, coll. « Club des Masques » no 433, 1981
- La Banque des morts, Paris, Eurédif, hors coll., 1977
- L’Enfer, pourquoi pas !, Paris, Eurédif, hors coll., 1978
- L’Amour à la carte, Paris, Eurédif, hors coll., 1979 ; réédition sous le titre À cloche-cœur, Paris, Librairie des Champs-Élysées, coll. « Le Masque » no 1647, 1981
- L’Homme de craie, Paris, Librairie des Champs-Élysées, coll. « Le Masque » no 1619, 1980
- L’Ogresse, Paris, Librairie des Champs-Élysées, coll. « Le Masque » no 1653, 1981
- Une femme piégée, Paris, Librairie des Champs-Élysées, coll. « Le Masque » no 1673, 1982
- Le Battant et la Cloche, Paris, Librairie des Champs-Élysées, coll. « Le Masque » no 1694, 1982
- En 5 sets, Paris, Fleuve noir, 1990

### Théâtre
- La Femme de paille (L’Avant-scène théâtre no 591, 1976)

### Nouvelles
- Le Sens du devoir (in Noir Magazine no 1, 1954)
- En un vieux coup de miséricorde (Mystère magazine no 300, 1973)
- À naître de père inconnu (Mystère magazine no 307, 1973)
- Murder-lady (Mystère magazine no 309, 1973)
- L’Amour monstrueux de Traudi (Mystère magazine no 313, 1974)
- Calvaire à forfait (Mystère Magazine no 318, 1974)
- Simple question d’humanité (Mystère magazine no 322, 1974)
- Leur maison sur le wash… (Mystère magazine no 324, 1975)
- La Maison (Mystère magazine no 342, 1976)
- Les Abeilles du grand rituel (Magazine du Mystère no 1, 1976)
- Une incroyable histoire (Magazine du Mystère no 9, 1977)

## Arts de la scène

### En tant que comédienne
- 1950 : L'Échange de Paul Claudel, mise en scène Hubert Gignoux, Centre dramatique de l'Ouest

### Adaptations de romans d’Arley
- 1976 : La Femme de paille, comédie policière en deux actes, mise en scène Raymond Gérôme. Texte : Catherine Arley, d’après son roman La Femme de paille. Création : théâtre Edouard VII, 1976. Décor : Roger Harth. Costumes : Donald Caldwel. Distribution : André Dumas (Édouard le majordome), Nicole Calfan (Hildegarde Maener), Raymond Gérôme (Anton Korff), Louis Seigner (Karl Richmond)

## Filmographie

### Actrice
- 1947 : La Septième Porte d'André Zwobada, film français avec Maria Casarès, Liane Daydé, Georges Marchal.
- 1949 : Un certain monsieur, film français réalisé par Yves Ciampi
- 1951 : Une histoire d'amour, film français réalisé par Guy Lefranc
- 1952 : L'Agonie des aigles, film français réalisé par Jean Alden-Delos

### Adaptations de ses romans par des tiers
- 1964 : La Femme de paille (Woman of Straw), film britannique réalisé par Basil Dearden, scénario de Stanley Mann, Robert Muller et Michael Relph, d’après le roman éponyme de Catherine Arley. Production : Michael Relph. Musique : Norman Percival. Image : Otto Heller (Eastmancolor). Montage : John D. Guthridge. Décors : Ken Adam. Directeur artistique : Peter Murton. Décorateur plateau : Freda Pearson. Costumes : Beatrice Dawson et Christian Dior. Directeur de production : Charles Orme. Assististant réalisateur : Clive Reed. Son : Ray Baker. Durée : 117 min. Interprètes : Gina Lollobrigida (Maria Marcello), Sean Connery (Anthony Richmond), Basil Dearden, Ralph Richardson (Charles Richmond), Alexander Knox (Lomer), Johnny Sekka (Thomas), Laurence Hardy (Baynes), Peter Madden (le capitaine du yacht), Danny Daniels, Noel Howlett, A.J. Brown, Robert Bruce, Georgina Cookson, Michael Corcoran, George Curzon, Gilada Dahlberg, Michael Goodlife, Ronald Hatton (Dr Murray), Joseph Wise (Peters), George Zenios (garçon de l’Island Hôtel)
- 1975 : Blondie (Autres titres : Germicide – Vortex (US, 1979), film franco-allemand réalisé par Sergio Gobbi, scénario d’après le roman de Catherine Arley Duel au premier sang. Image : Jean Bordal. Montage : Gabriel Rongier. Durée : 105 min. Interprètes : Catherine Jourdan (Blondie), Mathieu Carrière (Tauling), Bibi Anderson (Patricia Tauling), Paul Guers, Rod Taylor (Christopher Tauling), Christian Barbier (Rex), Yves Brainville (un diplomate), Walter Buschhoff (le docteur Ruth), Robert Le Béal (un diplomate), Hans Meyer (inspecteur), François Patrice (inspecteur), Elisabeth Strauss (la directrice), Maurice Travail (le conférencier), Monique Vita (Maria)
- 1991 :  Un beau petit milliard, téléfilm français, réalisé par Pierre Tchernia, scénario de Philippe David, Éric Reynaud-Fourton et Pierre Tchernia. Durée : 98 min. Interprètes : Michel Galabru (Gilbert), Odette Laure (Mathilde / Mélanie), Pascale Roberts (Yvonne), Jean-Claude Bouillon (André), Jacques Dacqmine (M. de Mouriez), Henri Guybert (Felix), Jean-Claude Leguay (Dunoyer), Joel Lefrançois (René), Christiane Muller (Adrienne), Raymond Aquilon (le facteur), Bruno Balph (le collègue), Jacqueline Valois (Gaby), Lily Fayol (Mado), Danielle Rocca (l’intendante)
- 1992 : Le Secret du petit milliard, téléfilm français réalisé par Pierre Tchernia, scénario : Philippe David, Éric Reynaud-Fourton et Pierre Tchernia. Durée : 87 min. Interprètes : Michel Galabru (Gilbert), Odette Laure (Mathilde / Mélanie), Pascale Roberts (Yvonne), Georges Corraface (John), Michel Serrault (Armand), Henri Guybert (Félix), Jacques Dacqumine (le notaire), Joël Lefrançois (René), Alan Boone (Elliott), Éric Averlant (Franck)
- 2015 : Perfect Proposal, film coréen écrit et réalisé par Yoon Jae-gu. Durée : 110 min. Interprètes : Im Soo-jung (Ji-yeon),  Yoo Yeon-seok (Sung-yeol), Lee Geung-young  (président Kim Seok-goo), Park Chul-min  (Sun Yang, capitaine du Yacht), Jin Kyung (Jang Hye-jin), Min Do-hee (Yoo-mi), Enes Kaya (Victor), Mahbub Alam (Khan), Lee Jong-woo (Chang-gi), Shin Yong-hoon (détective Oh), Cho Yoon-woo (Jin-sub), Im Dae-il (avocat Oh), Sung Min-soo (avocat Lee Jang-yeol), Sodany Soy (candidat à l'entrevue), Dean Dawson (propriétaire), Jeff Johnson (marin)

### Théâtre à la télévision
- 1976 : La Femme de paille, comédie policière en deux actes dans le cadre de l'émission Au théâtre ce soir (no 248), réalisé par Pierre Sabbagh. Enregistrement : le samedi 15 mai 1976 au théâtre Edouard-VII. Télédiffusion : vendredi 3 décembre 1976 sur la première chaîne. Mise en scène : Raymond Gérôme.  (Voir la distribution plus haut)

## Prix et distinctions
- Prix international du suspense 1968 pour Les beaux messieurs font comme ça (rebaptisé La Baie des Trépassés en 1977)
- Prix du suspense français 1979 pour À tête reposée
- Prix du roman d'aventures 1981 pour À cloche-cœur